# Liste des U-Boote de la Seconde Guerre mondiale U-1501 à U-4870
La liste des U-Boote de la Seconde Guerre mondiale U-1501 à U-4870 est l'inventaire des sous-marins allemands utilisés par la Kriegsmarine pendant la Seconde Guerre mondiale.
Les mises en service de ces U-Boote s'échelonnent de 1944 à 1945.

NB: U-Boote est le pluriel de U-Boot en allemand.
La liste suivante est triée par numéro de désignation officielle des U-Boote.

## Légendes
- †  = Détruit par l'ennemi
- ?  = Disparu
- §  = Rendu à l'ennemi ou capturé
- ×  = Accident ou coulé
- R  = Retiré du service (mis à la casse, démolition ou autre opération)

## U-1500 à U-2000
| Désignation     | Type    | Mis en service             | Mis hors service         |
| --------------- | ------- | -------------------------- | ------------------------ |
| U-1501 à U-1542 | IX C40  | Annulé 6 novembre 1943     |                          |
| U-1543 à U-1600 |         | Non attribué               |                          |
| U-1601 à U-1615 | XX      | Suspendu 3 juin 1944       | Annulé 27 mai 1944       |
| U-1616 à U-1700 | XX      | Non attribué               |                          |
| U-1701 à U-1715 | XX      | Suspendu 3 juin 1944       | Annulé 23 septembre 1944 |
| U-1716 à U-1800 | XX      | Non attribué               |                          |
| U-1801 à U-1804 | VII C41 | Suspendu 30 septembre 1943 | Annulé 22 juillet 1944   |
| U-1805 à U-1822 | VII C42 | Suspendu 30 septembre 1943 | Annulé 6 novembre 1943   |
| U-1823 à U-1828 | VII C41 | Suspendu 30 septembre 1943 | Annulé 6 novembre 1943   |
| U-1829 à U-1900 |         | Non attribué               |                          |
| U-1901 à U-1904 | VII C42 | Suspendu 30 septembre 1943 | Annulé 6 novembre 1943   |
| U-1905 à U-2000 |         | Non attribué               |                          |

## U-2001 à U-2500
| Désignation     | Type    | Mis en service             | Mis hors service         |
| --------------- | ------- | -------------------------- | ------------------------ |
| U-2001 à U-2004 | VII C42 | Annulé 6 novembre 1943     |                          |
| U-2005 à U-2100 |         | Non attribué               |                          |
| U-2101 à U-2104 | VII C42 | Suspendu 30 septembre 1943 |                          |
| U-2105 à U-2110 |         | Non attribué               |                          |
| U-2111 à U-2200 | XXVII A | Non attribué               |                          |
| U-2201 à U-2204 | XIV     | Suspendu 3 juin 1944       | Annulé 23 septembre 1944 |
| U-2205 à U-2300 | XXVII A | Non attribué               |                          |
| U-2301 à U-2318 | VII C42 | Suspendu 30 septembre 1943 | Annulé 6 novembre 1943   |
| U-2319 à U-2320 |         | Non attribué               |                          |
| U-2321 (en)     | XXIII   | 12 juin 1944               | § 8 mai 1945             |
| U-2322 (en)     | XXIII   | 1er juillet 1944           | R 8 mai 1945             |
| U-2323          | XXIII   | 18 juillet 1944            | † 26 juillet 1944        |
| U-2324 (en)     | XXIII   | 25 juillet 1944            | R 8 mai 1945             |
| U-2325 (pl)     | XXIII   | 3 août 1944                | R 8 mai 1945             |
| U-2326          | XXIII   | 10 août 1944               | × 6 décembre 1946        |
| U-2327          | XXIII   | 19 août 1944               | × 2 mai 1945             |
| U-2328 (pl)     | XXIII   | 25 août 1944               | R 8 mai 1945             |
| U-2329 (en)     | XXIII   | 1er septembre 1944         | R 8 mai 1945             |
| U-2330          | XXIII   | 7 septembre 1944           | × 3 mai 1945             |
| U-2331          | XXIII   | 12 septembre 1944          | × 10 octobre 1944        |
| U-2332          | XXIII   | 13 novembre 1944           | × 3 mai 1945             |
| U-2333          | XXIII   | 18 décembre 1944           | × 5 mai 1945             |
| U-2334 (en)     | XXIII   | 21 septembre 1944          | R 8 mai 1945             |
| U-2335 (en)     | XXIII   | 27 septembre 1944          | R 8 mai 1945             |
| U-2336          | XXIII   | 30 septembre 1944          | R 15 mai 1945            |
| U-2337          | XXIII   | 4 octobre 1944             | R 8 mai 1945             |
| U-2338          | XXIII   | 9 octobre 1944             | † 4 mai 1945             |
| U-2339          | XXIII   | 16 novembre 1944           | × 5 mai 1945             |
| U-2340          | XXIII   | 16 octobre 1944            | † 30 mars 1945           |
| U-2341          | XXIII   | 21 octobre 1944            | R 8 mai 1945             |
| U-2342          | XXIII   | 1er novembre 1944          | † 26 décembre 1944       |
| U-2343          | XXIII   | 6 novembre 1944            | × 5 mai 1945             |
| U-2344          | XXIII   | 10 novembre 1944           | × 18 février 1945        |
| U-2345          | XXIII   | 15 novembre 1944           | R 8 mai 1945             |
| U-2346          | XXIII   | 20 novembre 1944           | × 5 mai 1945             |
| U-2347          | XXIII   | 2 décembre 1944            | × 5 mai 1945             |
| U-2348          | XXIII   | 4 décembre 1944            | × 8 mai 1945             |
| U-2349          | XXIII   | 11 décembre 1944           | × 8 mai 1945             |
| U-2350          | XXIII   | 23 décembre 1944           | R 8 mai 1945             |
| U-2351          | XXIII   | 30 décembre 1944           | R 1er avril 1945         |
| U-2352          | XXIII   | 11 janvier 1945            | × 5 mai 1945             |
| U-2353          | XXIII   | 9 janvier 1945             | R 8 mai 1945             |
| U-2354          | XXIII   | 11 janvier 1945            | R 8 mai 1945             |
| U-2355          | XXIII   | 12 janvier 1945            | × 3 mai 1945             |
| U-2356          | XXIII   | 12 janvier 1945            | R 8 mai 1945             |
| U-2357          | XXIII   | 13 janvier 1945            | × 5 mai 1945             |
| U-2358          | XXIII   | 16 janvier 1945            | × 5 mai 1945             |
| U-2359          | XXIII   | 16 janvier 1945            | † 2 mai 1945             |
| U-2360          | XXIII   | 23 janvier 1945            | × 5 mai 1945             |
| U-2361          | XXIII   | 3 février 1945             | R 8 mai 1945             |
| U-2362          | XXIII   | 5 février 1945             | × 5 mai 1945             |
| U-2363          | XXIII   | 5 février 1945             | R 8 mai 1945             |
| U-2364          | XXIII   | 14 février 1945            | × 5 mai 1945             |
| U-2365          | XXIII   | 2 mars 1945                | × 14 septembre 1966      |
| U-2366          | XXIII   | 10 mars 1945               | × 5 mai 1945             |
| U-2367          | XXIII   | 17 mars 1945               | R 30 septembre 1968      |
| U-2368          | XXIII   | 11 avril 1945              | × 5 mai 1945             |
| U-2369          | XXIII   | 18 avril 1945              | × 5 mai 1945             |
| U-2370          | XXIII   | Avril 1945                 |                          |
| U-2371          | XXIII   | 24 avril 1945              | × 3 mai 1945             |
| U-2372 à U-2400 | XXIII   | Annulé 1er décembre 1944   |                          |
| U-2401 à U-2404 | XXIII   | Annulé 24 août 1944        |                          |
| U-2405 à U-2430 | XXIII   | Quille non mise à l'eau    |                          |
| U-2431 à U-2432 | XXIII   | Fabrication non finie      |                          |
| U-2433 à U-2445 | XXIII   | Quille non mise à l'eau    |                          |
| U-2446 à U-2460 | XXIII   | Construction non lancé     |                          |
| U-2461 à U-2500 | XXIII   | Non attribué               |                          |

## U-2501 à U-3000
| Désignation     | Type | Mis en service             | Mis hors service   |
| --------------- | ---- | -------------------------- | ------------------ |
| U-2501          | XXI  | 27 juin 1944               | × 3 mai 1945       |
| U-2502 (en)     | XXI  | 19 juillet 1944            | § 8 mai 1945       |
| U-2503 (en)     | XXI  | 1er août 1944              | × 4 mai 1945       |
| U-2504          | XXI  | 12 août 1944               | × 3 mai 1945       |
| U-2505          | XXI  | 7 novembre 1944            | × 3 mai 1945       |
| U-2506 (en)     | XXI  | 31 août 1944               | § 8 mai 1945       |
| U-2507          | XXI  | 8 septembre 1944           | × 5 mai 1945       |
| U-2508          | XXI  | 26 septembre 1944          | × 3 mai 1945       |
| U-2509          | XXI  | 21 septembre 1944          | † 8 avril 1945     |
| U-2510          | XXI  | 27 septembre 1944          | × 2 mai 1945       |
| U-2511          | XXI  | 29 septembre 1944          | § 8 mai 1945       |
| U-2512          | XXI  | 10 octobre 1944            | × 3 mai 1945       |
| U-2513 (en)     | XXI  | 12 octobre 1944            | § 8 mai 1945       |
| U-2514          | XXI  | 17 octobre 1944            | † 8 avril 1945     |
| U-2515          | XXI  | 19 octobre 1944            | † 11 mars 1945     |
| U-2516          | XXI  | 24 octobre 1944            | † 9 avril 1945     |
| U-2517          | XXI  | 31 octobre 1944            | × 5 mai 1945       |
| U-2518          | XXI  | 4 novembre 1944            | § 8 mai 1945       |
| U-2519          | XXI  | 15 novembre 1944           | × 3 mai 1945       |
| U-2520          | XXI  | 25 décembre 1944           | × 3 mai 1945       |
| U-2521          | XXI  | 21 novembre 1944           | † 3 mai 1945       |
| U-2522          | XXI  | 22 novembre 1944           | × 5 mai 1945       |
| U-2523          | XXI  | 26 décembre 1944           | † 17 janvier 1945  |
| U-2524          | XXI  | 16 janvier 1945            | × 3 mai 1945       |
| U-2525          | XXI  | 12 décembre 1944           | × 5 mai 1945       |
| U-2526          | XXI  | 15 décembre 1944           | × 2 mai 1945       |
| U-2527          | XXI  | 23 décembre 1944           | × 2 mai 1945       |
| U-2528          | XXI  | 9 décembre 1944            | × 2 mai 1945       |
| U-2529          | XXI  | 22 février 1945            | § 8 mai 1945       |
| U-2530          | XXI  | 30 décembre 1944           | † 20 février 1945  |
| U-2531          | XXI  | 10 janvier 1945            | × 2 mai 1945       |
| U-2532          | XXI  |                            | † 31 décembre 1944 |
| U-2533          | XXI  | 18 janvier 1945            | × 3 mai 1945       |
| U-2534          | XXI  | 17 janvier 1945            | × 3 mai 1945       |
| U-2535          | XXI  | 28 janvier 1945            | × 3 mai 1945       |
| U-2536          | XXI  | 6 février 1945             | × 3 mai 1945       |
| U-2537          | XXI  |                            | † 31 décembre 1944 |
| U-2538          | XXI  | 16 février 1945            | × 8 mai 1945       |
| U-2539          | XXI  | 21 février 1945            | × 3 mai 1945       |
| U-2540          | XXI  | 24 février 1945            | × 4 mai 1945       |
| U-2541          | XXI  | 1er mars 1945              | × 5 mai 1945       |
| U-2542          | XXI  | 5 mars 1945                | × 3 avril 1945     |
| U-2543          | XXI  | 7 mars 1945                | × 3 mai 1945       |
| U-2544          | XXI  | 10 mars 1945               | × 5 mai 1945       |
| U-2545          | XXI  | 8 avril 1945               | × 3 mai 1945       |
| U-2546          | XXI  | 21 mars 1945               | × 3 mai 1945       |
| U-2547          | XXI  |                            | † 11 mars 1945     |
| U-2548          | XXI  | 9 avril 1945               | × 3 mai 1945       |
| U-2549 à U-2550 | XXI  |                            | † 11 mars 1945     |
| U-2551          | XXI  | 24 avril 1945              | × 5 mai 1945       |
| U-2552          | XXI  | 21 avril 1945              | × 3 mai 1945       |
| U-2553 à U-2564 | XXI  | Non fini                   |                    |
| U-2565 à U-2762 | XXI  | Suspendu 29 janvier 1945   |                    |
| U-2609 à U-2762 | XXI  | Suspendu 1er décembre 1944 |                    |
| U-2763 à U-3000 | XXI  | Non attribué               |                    |

## U-3001 à U-3500
| Désignation     | Type | Mis en service           | Mis hors service  |
| --------------- | ---- | ------------------------ | ----------------- |
| U-3001          | XXI  | 20 juillet 1944          | × 3 mai 1945      |
| U-3002          | XXI  | 6 août 1944              | × 2 mai 1945      |
| U-3003          | XXI  | 22 août 1944             | † 4 avril 1945    |
| U-3004          | XXI  | 30 août 1944             | † 2 mai 1945      |
| U-3005          | XXI  | 20 septembre 1944        | × 3 mai 1945      |
| U-3006          | XXI  | 5 octobre 1944           | × 1er mai 1945    |
| U-3007          | XXI  | 22 octobre 1944          | † 24 février 1945 |
| U-3008 (en)     | XXI  | 19 octobre 1944          | R 1948            |
| U-3009          | XXI  | 10 novembre 1944         | × 1er mai 1945    |
| U-3010          | XXI  | 11 novembre 1944         | × 3 mai 1945      |
| U-3011          | XXI  | 21 décembre 1944         | × 3 mai 1945      |
| U-3012          | XXI  | 4 décembre 1944          | × 3 mai 1945      |
| U-3013          | XXI  | 22 novembre 1944         | × 3 mai 1945      |
| U-3014          | XXI  | 17 décembre 1944         | × 3 mai 1945      |
| U-3015          | XXI  | 17 décembre 1944         | × 5 mai 1945      |
| U-3016          | XXI  | 5 janvier 1945           | × 2 mai 1945      |
| U-3017          | XXI  | 5 janvier 1945           | R 1949            |
| U-3018          | XXI  | 7 janvier 1945           | × 2 mai 1945      |
| U-3019          | XXI  | 23 décembre 1944         | × 2 mai 1945      |
| U-3020          | XXI  | 23 décembre 1944         | × 2 mai 1945      |
| U-3021          | XXI  | 12 janvier 1945          | × 2 mai 1945      |
| U-3022          | XXI  | 25 janvier 1945          | × 5 mai 1945      |
| U-3023          | XXI  | 22 janvier 1945          | × 3 mai 1945      |
| U-3024          | XXI  | 13 janvier 1945          | × 3 mai 1945      |
| U-3025          | XXI  | 20 janvier 1945          | × 3 mai 1945      |
| U-3026          | XXI  | 22 janvier 1945          | × 3 mai 1945      |
| U-3027          | XXI  | 25 janvier 1945          | × 3 mai 1945      |
| U-3028          | XXI  | 27 janvier 1945          | × 3 mai 1945      |
| U-3029          | XXI  | 5 février 1945           | × 3 mai 1945      |
| U-3030          | XXI  | 14 février 1945          | × 8 mai 1945      |
| U-3031          | XXI  | 28 février 1945          | × 3 mai 1945      |
| U-3032          | XXI  | 12 février 1945          | † 3 mai 1945      |
| U-3033          | XXI  | 27 février 1945          | × 4 mai 1945      |
| U-3034          | XXI  | 31 mars 1945             | × 4 mai 1945      |
| U-3035          | XXI  | 1er mars 1945            | R 1955            |
| U-3036          | XXI  |                          | × 30 mars 1945    |
| U-3037          | XXI  | 3 mars 1945              | × 3 mai 1945      |
| U-3038          | XXI  | 4 mars 1945              | × 3 mai 1945      |
| U-3039          | XXI  | 8 mars 1945              | × 3 mai 1945      |
| U-3040          | XXI  | 8 mars 1945              | × 3 mai 1945      |
| U-3041          | XXI  | 10 mars 1945             | R 1955            |
| U-3042 à U-3043 | XXI  |                          | × 22 février 1945 |
| U-3044          | XXI  | 27 mars 1945             | × 25 mai 1945     |
| U-3045 à U-3046 | XXI  |                          | × 30 mars 1945    |
| U-3047 à U-3063 | XXI  | Non fini                 |                   |
| U-3064 à U-3088 | XXI  | Quille non finie         |                   |
| U-3089 à U-3295 | XXI  | Suspendu 29 janvier 1945 |                   |
| U-3296 à U-3500 | XXI  | Non attribué             |                   |

## U-3501 à U-4000
| Désignation     | Type | Mis en service             | Mis hors service                         |
| --------------- | ---- | -------------------------- | ---------------------------------------- |
| U-3501          | XXI  | 29 juillet 1944            | × 5 mai 1945                             |
| U-3502          | XXI  | 19 août 1944               | R 3 mai 1945                             |
| U-3503          | XXI  | 9 septembre 1944           | × 8 mai 1945                             |
| U-3504          | XXI  | 23 septembre 1944          | × 2 mai 1945                             |
| U-3505          | XXI  | 7 octobre 1944             | † 3 mai 1945                             |
| U-3506          | XXI  | 16 octobre 1944            | † 2 mai 1945                             |
| U-3507          | XXI  | 19 octobre 1944            | × 3 mai 1945                             |
| U-3508          | XXI  | 2 novembre 1944            | † 4 mars 1945                            |
| U-3509          | XXI  | 29 janvier 1945            | × 3 mai 1945                             |
| U-3510          | XXI  | 11 novembre 1944           | × 5 mai 1945                             |
| U-3511          | XXI  | 18 novembre 1944           | × 3 mai 1945                             |
| U-3512          | XXI  | 27 novembre 1944           | † 8 avril 1945                           |
| U-3513          | XXI  | 2 décembre 1944            | × 3 mai 1945                             |
| U-3514          | XXI  | 9 décembre 1944            | R 8 mai 1945                             |
| U-3515          | XXI  | 14 décembre 1944           | R 1972                                   |
| U-3516          | XXI  | 18 décembre 1944           | × 2 mai 1945                             |
| U-3517          | XXI  | 22 décembre 1944           | × 2 mai 1945                             |
| U-3518          | XXI  | 29 décembre 1944           | × 3 mai 1945                             |
| U-3519          | XXI  | 6 janvier 1945             | † 2 mars 1945                            |
| U-3520          | XXI  | 12 janvier 1945            | † 31 janvier 1945                        |
| U-3521          | XXI  | 14 janvier 1945            | × 2 mai 1945                             |
| U-3522          | XXI  | 21 janvier 1945            | × 2 mai 1945                             |
| U-3523          | XXI  | 23 janvier 1945            | † 6 mai 1945                             |
| U-3524          | XXI  | 26 janvier 1945            | × 5 mai 1945                             |
| U-3525          | XXI  | 31 janvier 1945            | × 3 mai 1945                             |
| U-3526          | XXI  | 22 mars 1945               | × 5 mai 1945                             |
| U-3527          | XXI  | 10 mars 1945               | × 5 mai 1945                             |
| U-3528          | XXI  | 18 mars 1945               | × 5 mai 1945                             |
| U-3529          | XXI  | 22 mars 1945               | × 5 mai 1945                             |
| U-3530          | XXI  | 22 mars 1945               | × 3 mai 1945                             |
| U-3531 à U-3537 | XXI  | Non fini                   |                                          |
| U-3538 à U-3554 | XXI  | Suspendu 29 janvier 1945   | Capturé par les Soviétiques 30 mars 1945 |
| U-3555 à U-3557 | XXI  | Non attribué               |                                          |
| U-3558 à U-3642 | XXI  | Suspendu 29 janvier 1945   |                                          |
| U-3643 à U-3695 | XXI  | Suspendu 1er décembre 1944 |                                          |
| U-3696 à U-4000 | XXI  | Non attribué               |                                          |

## U-4001 à U-4500
| Désignation     | Type  | Mis en service           | Mis hors service |
| --------------- | ----- | ------------------------ | ---------------- |
| U-4001 à U-4120 | XXIII | Suspendu 12 octobre 1944 |                  |
| U-4121 à U-4500 | XXIII | Non attribué             |                  |

## U-4501 à U-4870
| Désignation     | Type   | Mis en service                         | Mis hors service         |
| --------------- | ------ | -------------------------------------- | ------------------------ |
| U-4501 – U-4600 | XXVI W | Construction non lancée                | Annulé 28 mars 1945      |
| U-4601 – U-4700 | XXVI W | Non attribué                           |                          |
| U-4701          | XXIII  | 10 janvier 1945                        | × 5 mai 1945             |
| U-4702          | XXIII  | 12 janvier 1945                        | × 5 mai 1945             |
| U-4703          | XXIII  | 21 janvier 1945                        | × 5 mai 1945             |
| U-4704          | XXIII  | 14 mars 1945                           | × 5 mai 1945             |
| U-4705          | XXIII  | 2 février 1945                         | × 3 mai 1945             |
| U-4706          | XXIII  | 4 février 1945                         | R 1954                   |
| U-4707          | XXIII  | 20 février 1945                        | × 5 mai 1945             |
| U-4708          | XXIII  |                                        | × 9 avril 1945           |
| U-4709          | XXIII  | 3 mars 1945                            | × 4 mai 1945             |
| U-4710          | XXIII  | 1er mai 1945                           | × 5 mai 1945             |
| U-4711          | XXIII  | 21 mars 1945                           | × 4 mai 1945             |
| U-4712          | XXIII  | 3 avril 1945                           | × 3 mai 1945             |
| U-4713 à U4714  | XXIII  | Non fini mai 1945                      |                          |
| U-4715 à U-4718 | XXIII  | Quille non lancée mai 1945             |                          |
| U-4719 à U-4870 | XXIII  | Sections préfabriquées en construction | Suspendu 29 janvier 1945 |

### Sources
- (de) Cet article est partiellement ou en totalité issu de l’article de Wikipédia en allemand intitulé « Liste deutscher U-Boote (1935–1945)/U 1501–U 4870 » (voir la liste des auteurs).

- (en) Cet article est partiellement ou en totalité issu de l’article de Wikipédia en anglais intitulé « List of U-boats of Germany » (voir la liste des auteurs).